# Decarydendron perrieri
Decarydendron perrieri är en tvåhjärtbladig växtart som beskrevs av Alberto Judice Leote Cavaco. Decarydendron perrieri ingår i släktet Decarydendron och familjen Monimiaceae. Inga underarter finns listade i Catalogue of Life.